# Film fabularny

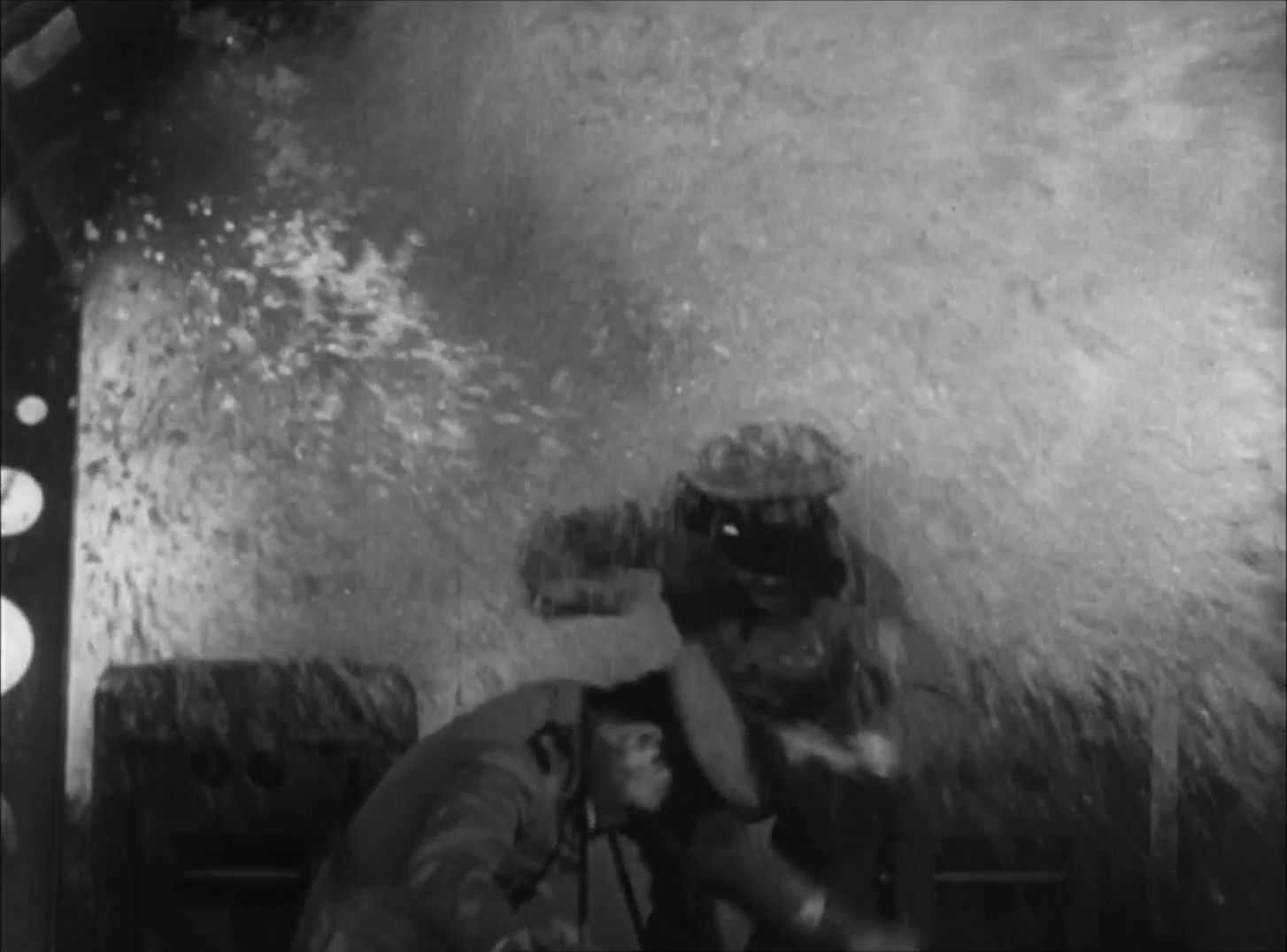
Kadr z filmu fabularnego Zagraniczny korespondent (1940)

Film fabularny – jeden z podstawowych rodzajów filmowych, przeciwieństwo filmu dokumentalnego. Film fabularny podzielony jest na gatunki, których świat przedstawiony  ma charakter fikcjonalny, dający się opowiedzieć w ramach fabuły. Jakkolwiek utwory fabularne mogą powstawać na podstawie autentycznych wydarzeń, wykorzystywać prawdziwe postaci i miejsca, zawsze tworzą rzeczywistość wyobrażeniową, skonstruowaną na podstawie scenariusza oraz gry aktorskiej. Filmy fabularne powstawały od zarania dziejów kina, stając się najpopularniejszym rodzajem filmowym o silnym zróżnicowaniu gatunkowym.

## Film a fabuła
Podstawą teoretyczną dla badań nad filmem fabularnym była szkoła formalistów rosyjskich, między innymi Borysa Eichenbauma, Wiktora Szkłowskiego oraz Jurija Tynianowa. Szkłowski sformułował rozróżnienie sjużetu i fabuły. Fabuła jest konglomeratem schematów, motywów oraz wątków, natomiast pojęcie sjużetu odnosi się sposobu przedstawiania fabuły. O ile dla Tynianowa fabuła jest statycznym schematem akcji, połączonym szeregiem motywów oraz cechującym się następstwem czasowym, sjużet ma charakter dynamiczny (procesualny), a współdziałają w nim wszystkie elementy formy filmowej, od motywów fabularnych po techniki stylistyczne.
Tradycja kina klasycznego zakłada istnienie fabuł dwuwątkowych, gdzie protagonista bierze udział zarówno w wątku głównym określonym przez gatunek (na przykład przestępstwo w filmie kryminalnym), jak i pobocznym o charakterze melodramatycznym. Tradycyjnie intryga fabularna rozgrywa się wokół wzoru: ekspozycja → zawiązanie akcji → komplikacje → punkt kulminacyjny → rozwiązanie. Ze względu na sposób rozwiązania intrygi wyróżnia się dwa rodzaje fabuł: zamkniętą, w której rozwiązane zostają wszystkie wątki, co przynosi satysfakcję widzowi, oraz otwartą, w której wątki pozostają nierozwiązane, a odbiorcy pozostawia się pole do interpretacji.

## Historia

### Kino wczesne i premodernizm

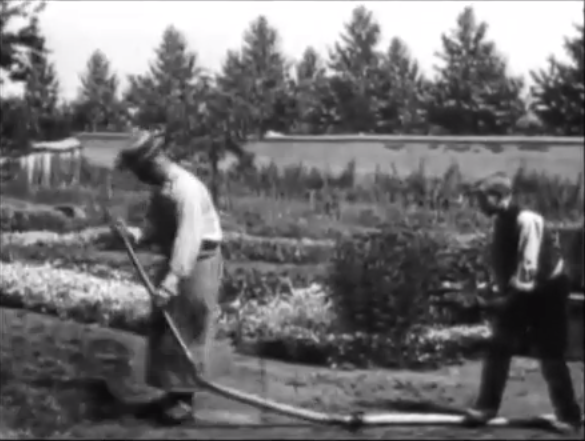
Kadr z obrazu Polewacz polany, uważanego za pierwowzór filmu fabularnego

Choć powszechnie początek filmu fabularnego przypisuje się braciom Lumière i ich dziełu Polewacz polany (1895), za ojca fantazji filmowej uznawany jest Georges Méliès, który za pośrednictwem montażu oraz efektów specjalnych uzyskiwał efekt porównywalny z jego „żywymi” występami iluzjonistycznymi. W filmach takich jak Podróż na Księżyc (1903) Mélièsa, ale także eksperymentatorskich dziełach szkoły z Brighton, fabuła ograniczała się do jednego wątku, a głównym celem tychże filmów było demonstrowanie możliwości kina. Wprawdzie pojawiały się próby uszlachetnienia kina za pośrednictwem adaptacji sztuk teatralnych (np. autorstwa Film d’Art), jednakże filmy te wciąż miały charakter krótkometrażowy i posługiwały się niezbyt skomplikowanymi fabułami.
Począwszy od pierwszego amerykańskiego filmu pełnometrażowego Życia Mojżesza (1909), można dostrzec tendencję znaczącego zwiększenia długości filmów. We Włoszech okresu I wojny światowej powstawały operowe włoskie monumenty takie jak Cabiria (1913) Giovanniego Pastrone, natomiast w Stanach Zjednoczonych – pozbawionych tradycji teatralnej i operowej – wykształcił się styl klasyczny niezależny od innych sztuk.  Tradycja narracji melodramatycznej w kinie amerykańskim utrwaliła się za sprawą takich filmów, jak Narodziny narodu (1915) oraz Nietolerancja (1916) Davida Warka Griffitha, w których reżyser stopniował napięcie, prowadził narrację równoległą oraz stosował strategię „ocalenia w ostatniej chwili”. Lata 20. XX wieku przyniosły w Stanach Zjednoczonych konwencjonalizację gatunków filmowych, kręconych odtąd seryjnie i przyciągających widzów przede wszystkim aktorstwem. Zwartą strukturę narracji, opartą na montażu, zaadaptowała również w latach 20. radziecka szkoła montażu, której teoretykami i praktykami byli tacy reżyserzy, jak Siergiej Eisenstein (Pancernik Potiomkin, 1925), Wsiewołod Pudowkin (Matka, 1926) oraz Ołeksandr Dowżenko (Ziemia, 1930). Narracja melodramatyczna cechowała także inspirowane malarstwem i teatrem niemieckie kino ekspresjonistyczne, stanowione między innymi przez Fritza Langa (Metropolis, 1926) oraz Friedricha Wilhelma Murnaua (Nosferatu – symfonia grozy, 1922)

### Kino klasyczne

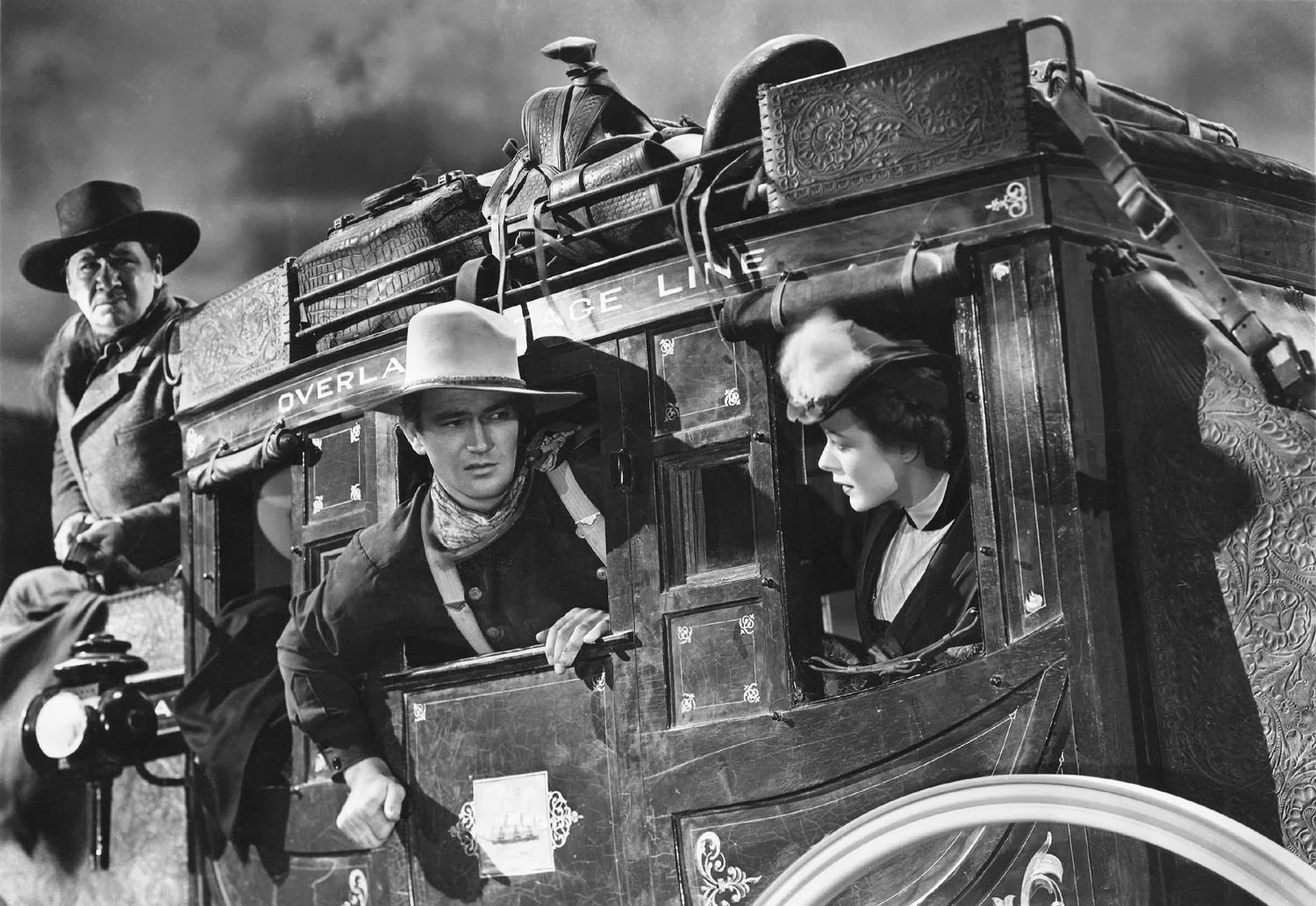
Fotos z westernu Dyliżans (1939)

Na przełomie lat 20. i 30. XX wieku kinematografie światowe zaadaptowały dźwięk, co miało szereg konsekwencji dla kina fabularnego. Kino dźwiękowe stało się bardziej mimetyczne od niemego, bardziej realistyczne, uspójnione, zdominowane przez dialog oraz przestrzeń pozakadrową. Napięcie poszczególnych scen budowała ponadto muzyka ilustracyjna o charakterze melodramatycznym, wzmacniająca emocje wobec sytuacji fabularnej filmów. Właśnie wówczas w pełni ukształtowały się gatunki takie jak western (Dyliżans Johna Forda, 1939), melodramat kierowany do kobiecej widowni (Ludzie w hotelu Edmunda Gouldinga, 1931), film gangsterski (Człowiek z blizną Howarda Hawksa, 1932), horror (Dziwolągi Toda Browninga, 1932) oraz film marynistyczny (Kapitan Blood Michaela Curtiza, 1935). Rozwijała się również komedia w odmianie kabaretowej (Kacza zupa Leo McCareya, 1932), screwball comedy (Dziewczyna Piętaszek Hawksa, 1940; Ich noce Franka Capry, 1934). Kontrapunktem dla hollywodzkich filmów był francuski „czarny realizm poetycki”, znamionowany przez melancholijny nastrój, literackie dialogi oraz manieryczną formę zapowiadającą zjawisko filmu noir (Pépé le Moko Juliena Duviviera, 1937; Ludzie za mgłą Marcela Carné, 1938).
Przełomem zwiastującym nowoczesny styl opowiadania okazał się Obywatel Kane (1941) Orsona Wellesa. Padające w nim na początku słowo „Różyczka” wypowiadane przez umierającego magnata dziennikarskiego nie znajdowało bezpośredniego uzasadnienia w samych dialogach; ponadto biografia Kane’a była konfrontowana z różnymi wersjami zdarzeń opowiadanymi przez jego bliskich, co podkreślało subiektywność narracji filmowej, poczytywanej przedtem w kategoriach „stylu zerowego”. Wprowadzone w Obywatelu Kanie retrospekcje były wielokrotnie wdrażane w następujących po nim filmach noir, na przykład Żegnaj, laleczko (1944) Edwarda Dmytryka, Podwójnym ubezpieczeniu (1944) Billy’ego Wildera, Topielicy (1947) Roberta Montgomery’ego, Człowieku z przeszłością (1947) Jacques’a Tournera oraz Bulwarze Zachodzącego Słońca (1951) Wildera. Filmy noir, w których przeważały nieszczęśliwe zakończenia, niekiedy poparte premodernistycznymi sekwencjami marzeń sennych (Kobieta w oknie Langa, 1944; Urzeczona Alfreda Hitchcocka, 1945), odzwierciedlały chaotyczny porządek świata zdominowanego przez zbrodnię.

### Modernizm drugiej fali

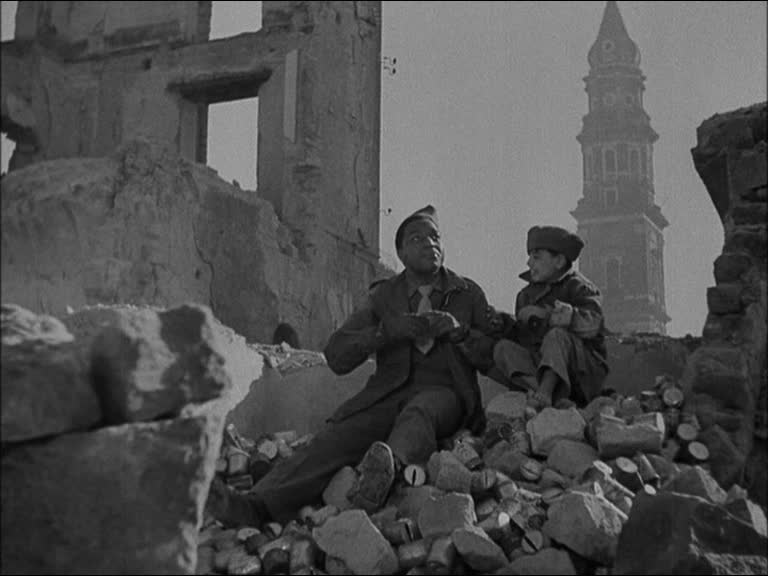
Kadr z filmu Paisà (1946)

Alternatywny sposób opowiadania, w którym rozwój akcji nie zależy od bohatera, lecz od uwarunkowań społecznych, reprezentował modernizm drugiej fali. Jego zapowiedzią stały się filmy neorealistyczne, które wprowadziły budowę nowelową (Paisà Roberta Rosselliniego, 1946) oraz kolistą konstrukcję dramaturgiczną, powodującą powrót bohatera do stanu wyjściowego (Ziemia drży Luchina Viscontiego, 1948; Umberto D. Vittoria De Siki, 1952). W narracji modernistycznej drugiej fali bohaterowie tracą zdolność do działania, zmagając się z wewnętrznymi problemami natury egzystencjalnej, przeżywając alienację oraz bunt wobec świata. Wśród przykładów takiej alienacji można wskazać bohaterów filmów Michelangela Antonioniego (np. Przygoda, 1960; Powiększenie, 1966) oraz późnych dzieł Ingmara Bergmana (Milczenie, 1963; Persona, 1966). Na znaczeniu w modernizmie drugiej fali zyskały chwyty subiektywizujące, jak w Tam, gdzie rosną poziomki (1958) Bergmana, autotematycznym 8½ (1963) Federica Felliniego oraz w podporządkowanym strumieniowi świadomości Zeszłego roku w Marienbadzie (1959) Alaina Resnais’go. Bohaterowie modernizmu drugiej fali nie mają motywacji psychologicznej i działają impulsywnie, jak bohater Do utraty tchu (1959) Jeana-Luca Godarda; często są podporządkowani przypadkowi, jak postacie w Pali się, moja panno (1966) Miloša Formana.

### Postmodernizm
W latach 80. XX wieku wykrystalizował się styl filmu fabularnego zwany postmodernizmem. Postmodernizm jest reakcją na wyczerpanie się form drugiej fali modernizmu i przejawia się w zniesieniu tradycyjnego podziału na kulturę wysoką i niską, nostalgicznym przywoływaniu przeszłości oraz silnie akcentowanej intertekstualności, współgrającej z zasadą podwójnego kodowania. Tropy postmodernistyczne pojawiają się w filmach takich jak Nietykalni (1987) Briana De Palmy ze sceną strzelaniny na schodach przywołującą Pancernik Potiomkin czy też mieszającym styl niski i wysoki Pulp Fiction (1994) Quentina Tarantino. Ten ostatni film upowszechnił w kinie fabularnym zabieg polegający na przestawieniu kolejności poszczególnych rozdziałów, nadający strukturze narracyjnej Pulp Fiction wymiar cykliczny. Filmy postmodernistyczne cechuje również figura niewiarygodnego narratora, powszechna w takich dziełach jak Podziemny krąg (1999) Davida Finchera, Szósty zmysł (2000) M. Night Shyamalana, Mulholland Drive (2001) Davida Lyncha, a także metoda „rozpraszania uwagi” poprzez wprowadzanie równoległych wątków akcji w ramach jednego obrazu (Timecode Mike’a Figgisa, 2000), łączenie różnych porządków czasowych (Godziny Stephena Daldry’ego, 2002), prezentowanie różnych wersji losów bohatera (Przypadek Krzysztofa Kieślowskiego, 1981) lub epizodyczną konstrukcję rozłożoną na szereg różnych bohaterów (Na skróty Roberta Altmana, 1983). Do chwytów postmodernistycznych można zaliczyć również inwersję czasową, obecną np. w Memento (2000) Christophera Nolana oraz Nieodwracalnych (2002) Gaspara Noé.

### Slow cinema
Równocześnie z postmodernizmem wykrystalizowała się odmiana modernizmu, która w zachodniej historiografii określana jest mianem slow cinema, podczas gdy w Polsce figuruje pod nazwą neomodernizmu. Kino neomodernistyczne, w przeciwieństwie do postmodernizmu filmowego, cechuje powolny postęp akcji, minimalizm pod względem użytych środków wyrazu oraz kontemplacja rzeczywistości. Spośród kanonicznych dzieł slow cinema wymienia się kino Tsai Ming-lianga (Niech żyje miłość, 1991), Béli Tarra (Szatańskie tango, 1994), Gusa Van Santa (Słoń, 2003), Jeana-Pierre’a i Luca Dardenne’ów (Rosetta, 1999), Bruno Dumonta (Ludzkość, 1999) oraz Aleksandra Sokurowa (Moloch, 1999).

### Kino postklasyczne
Po 1975 roku obok nurtu postmodernistycznego wyłoniła się postklasyczna odmiana kina fabularnego. Ciągłość pomiędzy kinem klasycznym a postklasycznym polega na znacznie częstszym wykorzystywaniu technik subiektywizacyjnych; ponadto filmy postklasyczne kosztem dramaturgicznej logiki przebiegu zdarzeń na ekranie wykorzystują ponownie zdobycze kina atrakcji, tzn. intensywne efekty specjalne oraz chwyty melodramatyczne. Do przykładów takich filmów zaliczane są np. Szklana pułapka Johna McTiernana (1988), Twierdza Michaela Baya (1996) oraz Dzień Niepodległości Rolanda Emmericha (1996).